# Heinrich Ginther
Heinrich Ginther (* 29. April 1958 in Breitenwang) ist ein österreichischer Politiker (ÖVP). Er ist seit 2003 Abgeordneter zum Tiroler Landtag und Bürgermeister der Gemeinde Elmen.
Heinrich Ginther besuchte zwischen 1964 und 1968 die Volksschule und wechselte bis 1972 die Hauptschule in Elbigenalp. Danach absolvierte er die Höhere Technische Lehranstalt für Hochbau, die er 1977 mit der Matura abschloss. 
Ginther arbeitete von 1982 bis 1998 als Hochbautechniker in einem Architektenbüro. Seit 1991 führt er einen Rauchfangkehrerbetrieb, seit 1998 ist er zudem als Innenarchitekt tätig. 
In die Politik stieg Ginther 1986 als Gemeinderat von Elmen ein. Er wurde 1992 Bürgermeister-Stellvertreter und 1998 zum Bürgermeister gewählt. Zudem ist er seit 1998 ÖVP-Gemeindeparteiobmann und seit 2003 Wirtschaftsbund-Ortsobmann. Im Juni 2006 wurde Ginther zum Bezirksparteiobmann des Bezirks Reutte gewählt.
Ginther ist seit dem 21. Oktober 2003 Abgeordneter zum Tiroler Landtag und vertritt die ÖVP im Ausschuss für Gesellschaft, Bildung, Kultur und Sport sowie im Finanzausschuss. Ginther nahm 2003 sein Mandat über den Kreiswahlvorschlag Reutte an und kandidiert 2008 erneut auf dem Kreiswahlvorschlag des Bezirkes, wo er hinter Landesrätin Anna Hosp an die zweite Stelle gereiht wurde. 